# Jimmy Clanton
Jimmy Clanton (Raceland, 2 settembre 1938) è un cantante e attore statunitense.
Il suo maggiore successo è stato il brano Just a Dream, che raggiunse la quarta posizione nella classifica di Billboard e vendette un milione di copie.

## Biografia
Clanton formò la sua prima band chiamata The Rockets nel 1956 mentre frequentava la Baton Rouge High School; in seguito ottenne un contratto discografico con la Ace Records, per cui incise tutti i suoi principali successi, tra cui, oltre a Just a Dream,  Go, Jimmy, Go (da cui fu tratto un omonimo film in cui recitò da protagonista) e Venus in Blue Jeans.
Il suo unico successo nel Regno Unito fu Another Sleepless Night, scritta da Neil Sedaka e Howard Greenfield.
Tra i suoi dischi, quelli che hanno venduto un milione di copie sono, oltre a Just a dream, A Letter to an Angel, Ship on a Stormy Sea e Venus in Blue Jeans.
Nei decenni successivi, pur continuando l'attività di cantante, intraprese anche quella di disc jockey.
Nel 2019 si è esibito in Italia al Summer Jamboree di Senigallia.
Nel gruppo che l'ha accompagnato nelle incisioni alla Ace c'era tra i musicisti Dr. John.

## Discografia

### Album
- 1959: Just a Dream (Ace Records, LP 1001)
- 1960: Jimmy's Happy (Ace Records, LP 1007)
- 1960: Jimmy's Blue (Ace Records, LP 1008)
- 1961: My Best To You (Ace Records, LP 1011)
- 1961: Teenage Millionaire (Ace Records, LP 1014)
- 1962: Venus in Blue Jeans (Ace Records, LP 1026)
- 1964: The Best Of Jimmy Clanton (Philips Records, PHM-200-154)
- 2014: Everybody Needs Love

### EP
- 1959: Ship on a Stormy Sea (Ace Records, EP 101)
- 1959: I'm Always Chasing Rainbowsa (Ace Records, EP 103)

### Singoli
- 1958: A Letter to an Angel/A Part of Me (Ace Records, 551)
- 1959: My Love Is Strong/Ship on a Stormy Sea (Ace Records, 560)
- 1959: My Own True Love/Little Boy in Love (Ace Records, 567)
- 1959: Go, Jimmy, Go/I Trusted You (Ace Records, 575)
- 1960: Another Sleepless Night/I'm Gonna Try (Ace Records, 585)
- 1960: Come Back/Wait (Ace Records, 600)
- 1960: What Am I Gonna Do/If I (Ace Records, 607)

## Filmografia
- Dai, Johnny, dai! (Go, Johnny, Go!), regia di Paul Landres (1959)
- Teenage Millionaire, regia di Lawrence Doheny (1961)

## Doppiatori italiani
- Pino Colizzi in Dai, Johnny, dai!